# Dmitri Drevin
Dmitri Drevin (Rusia, 10 de enero de 1982) es un gimnasta artístico ruso, medallista de bronce olímpico en 2000 en el concurso por equipos.

## 2000
En los JJ. OO. de Sídney (Australia) consigue la medalla de bronce en la competición por equipos, tras China (oro) y Ucrania (plata), siendo sus compañeros de equipo: Alexei Bondarenko, Maxim Aleshin, Nikolai Kryukov, Alexei Nemov y Yevgeni Podgorny.